# Amboroa
Amboroa Cabrera é um género botânico pertencente à família Asteraceae.

## Espécies
Apresenta apenas duas espécies:
- Amboroa geminata
- Amboroa wurdackii